# Klimopnetwants
De Klimopnetwants (Derephysia foliacea) is een insect uit de familie van netwantsen (Tingidae).

## Kenmerken
De beestjes zijn 2,8 tot 3,8 millimeter lang. Hun vleugelnet heeft slechts een enkele rij lange cellen langs de rand van de hemielytra, die gedeeltelijk verdeeld kan zijn. De buitenrand van de hemielytra is sterk vergroot. De dieren zijn lichtbruin van kleur; de voelsprieten, de kop en het centrale deel van het halsschild zijn donkerder. De imago's zijn meestal volledig gevleugeld (macropteer).

## Verspreiding en leefgebied
De soort komt verspreid over heel Europa voor, met uitzondering van het uiterste noorden. Ook komt de soort voor in China, Japan, Noord-Amerika en op de Canarische Eilanden. De soort is wijdverspreid in Midden-Europa, maar is overal zeldzaam. De voorkeur gaat uit naar droge en warme tot matig vochtige, open habitats en droge, open bossen.

## Levenswijze
De dieren leven op de grond. Het dieet van de wants is nog enigszins onduidelijk. Mogelijke waardplanten zijn mossen, muntplanten (Lamiaceae) zoals tijm (Thymus) en salie (Salvia), ruwbladigenfamilie (Boraginaceae) zoals Echium, composietenfamilie  (Asteraceae) zoals madeliefjes, margriet (Leucanthemum), havikskruid (Hieracium) en alsem en grassen (Poaceae) zoals de bochtige smele (Deschampsia flexuosa). Ook klimop (Hedera helix) en mossen worden genoemd, al is het onduidelijk of deze alleen dient als rustplaats voor de vliegende imago's. Nimfen worden zelden gevonden, dus men denkt dat ze ondergronds kunnen leven en op plantenwortels kunnen zuigen. 
De mannetjes van de zeer actieve insecten zwermen voornamelijk in mei en juni tijdens de paartijd. Vanaf juli vliegen de pas uitgekomen adulten van de nieuwe generatie. De winterslaap vindt plaats in het bodemstrooisel. Elk jaar wordt er één generatie gevormd.